# An Assisted Elopement
An Assisted Elopement er en amerikansk stumfilm fra 1910.

## Medvirkende
- Frank H. Crane
- Violet Heming
- Alphonse Ethier